# Bipra Noapara
Bipra Noapara là một thị trấn thống kê (census town) của quận Haora thuộc bang Tây Bengal, Ấn Độ.

## Nhân khẩu
Theo điều tra dân số năm 2001 của Ấn Độ, Bipra Noapara có dân số 8996 người. Phái nam chiếm 54% tổng số dân và phái nữ chiếm 46%. Bipra Noapara có tỷ lệ 67% biết đọc biết viết, cao hơn tỷ lệ trung bình toàn quốc là 59,5%: tỷ lệ cho phái nam là 74%, và tỷ lệ cho phái nữ là 58%. Tại Bipra Noapara, 11% dân số nhỏ hơn 6 tuổi.